# Enzklösterle
Enzklösterle – miejscowość i gmina w Niemczech, w kraju związkowym Badenia-Wirtembergia, w rejencji Karlsruhe, w regionie Nordschwarzwald, w powiecie Calw, wchodzi w skład wspólnoty administracyjnej Bad Wildbad. Leży w północnym Schwarzwaldzie, nad rzeką Enz, ok. 20 km na południowy zachód od Calw. 88% obszaru gminy jest zalesione.